# Plagodis
Plagodis là một chi bướm đêm thuộc họ Geometridae.

## Hình ảnh

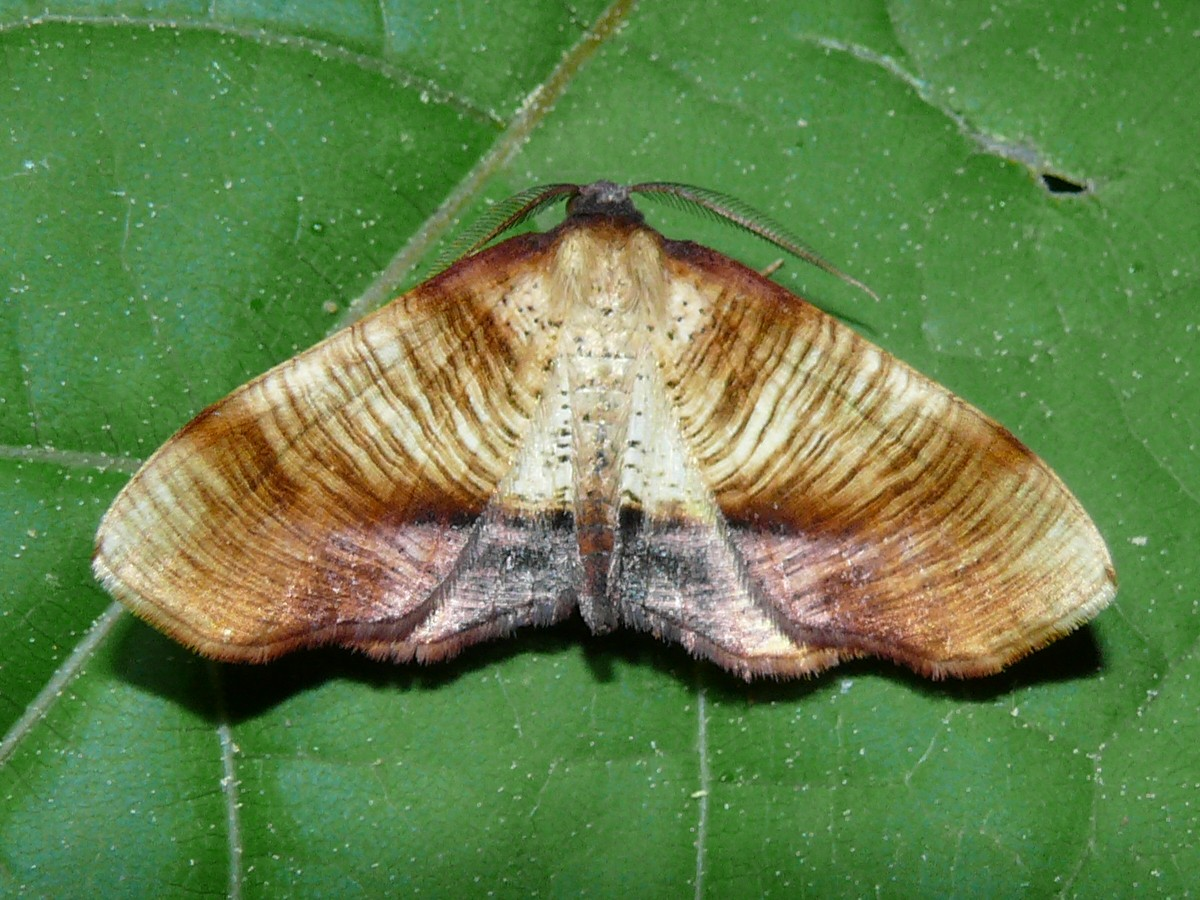
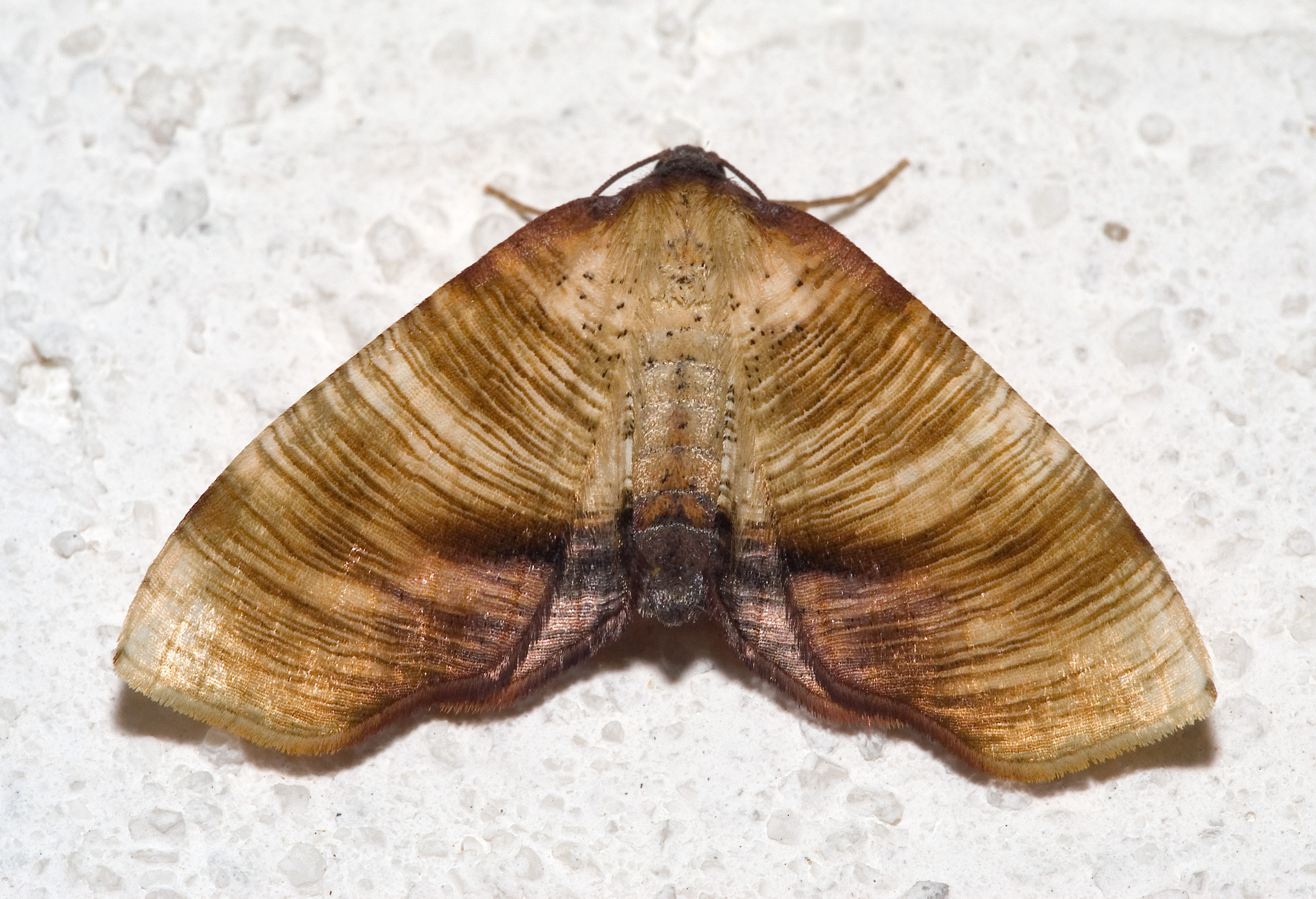
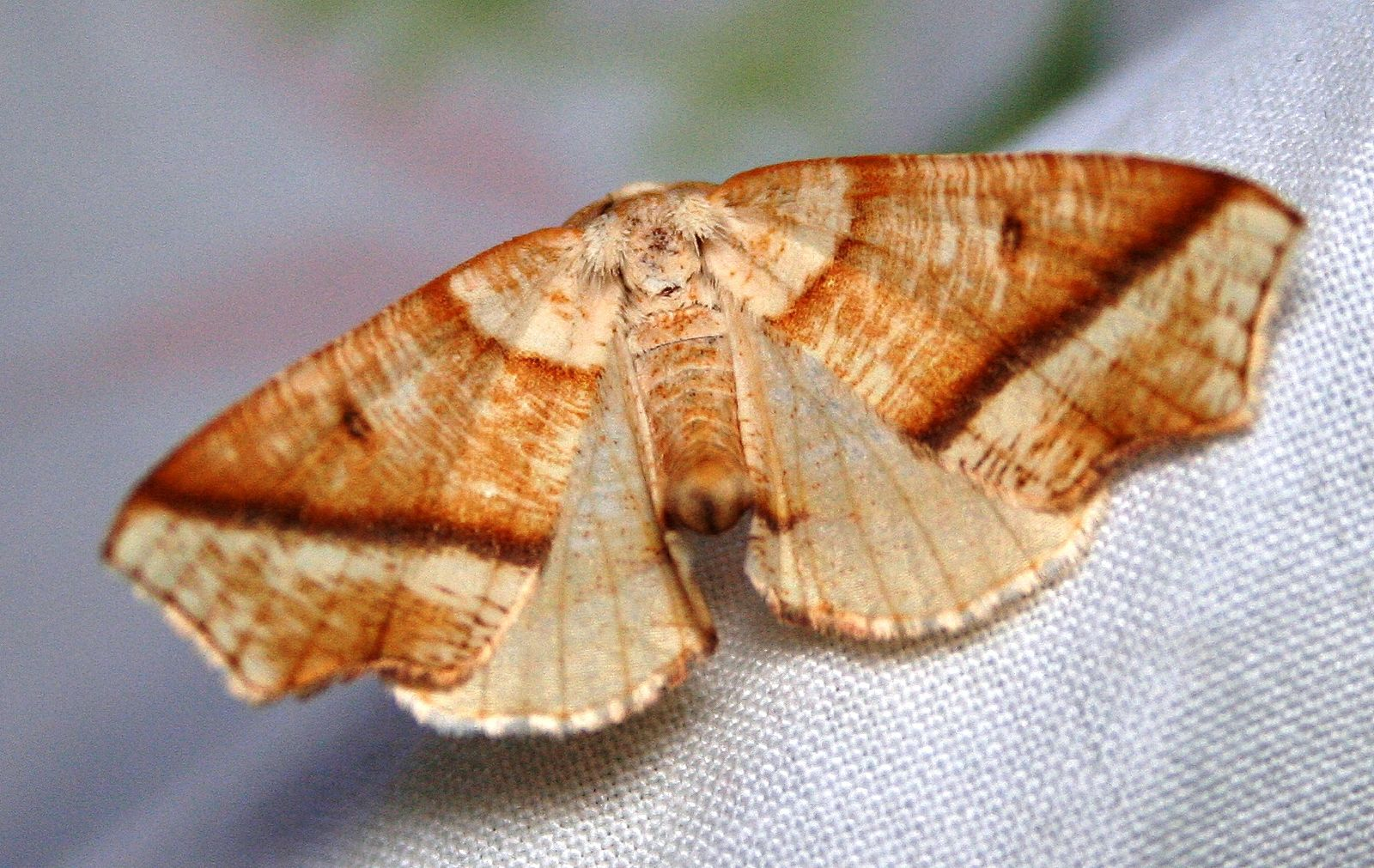
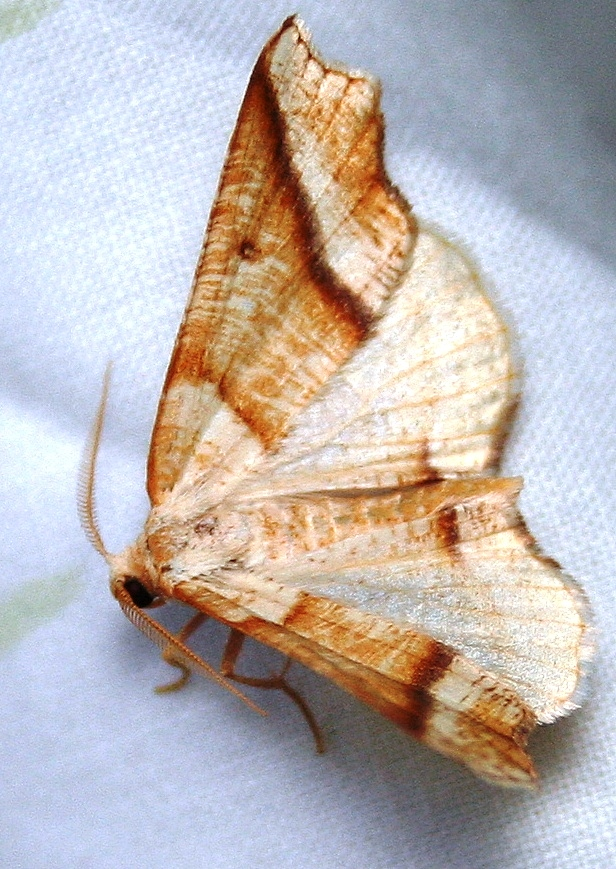
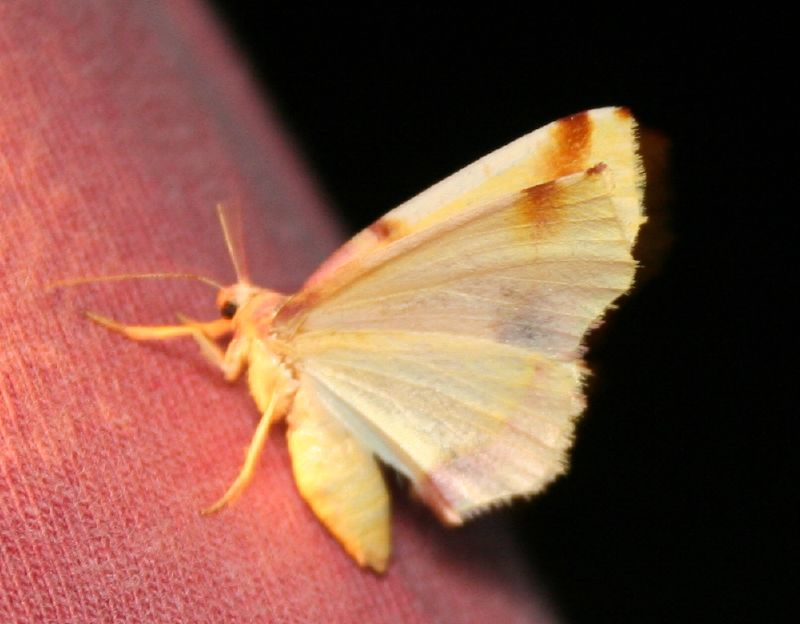

## Các loài tiêu biểu
- Plagodis alcoolaria
- Plagodis dolabraria
- Plagodis fervidaria
- Plagodis kuetzingi
- Plagodis phlogosaria
- Plagodis pulveraria
- Plagodis serinaria